# Bipiramide
Een bipiramide, dipiramide of dubbelpiramide is een ruimtelijke figuur, afgeleid van de piramide, waarbij twee identieke piramiden met hun congruente grondvlakken op elkaar worden geplaatst. Het grondvlak is een regelmatige veelhoek.
De samenstellende driehoeken zijn wel gelijkbenig, maar zij zijn niet noodzakelijk gelijkzijdig. Bipiramiden samengesteld uit gelijkzijdige driehoeken zijn een regelmatig veelvlak, het regelmatige achtvlak.
De duale veelvlakken van de bipiramiden zijn de rechte prisma's.

## Varianten
- driehoekige bipiramide
- tetragonale bipiramide
  - regelmatig achtvlak met gelijkzijdige driehoeken
- vijfhoekige bipiramide
- hexagonale bipiramide